# Tlingit
Tlingit (Kolosh, Kolusch) plemena su američkih Indijanaca porodice Koluschan, nastanjenih na primorju južne Aljaske (Alexander Archipelago) od zaljeva Yakutat, na jug do otoka Prince of Wales. Rana populacija Tlingita iznosila je 10,000 (1700); 8000 (1800); 4501 (1840., po Veniaminoffu), 6763 (1880); 5000 (1900); 3895 (1920, popis); 10,000 (1995); 11,000 (2000). 

## Ime
Ime Tlingit došlo je iz Lingi't u značenju »ljudi«, čest slučaj u značenjima imena domorodačkih plemena Amerike. Ovo ime javlja se u više varijanti, Tlinkit, Thlinket, itd. Drugi naziv za njih je Kolusch, Kolosch, Kolosh i slično, naziv što je došao iz ruskog kalyushka u oznaki komada drveta (takozvani labreti u donjoj usni) što su nosile žene ovih plemena, osim kod Yakutata.

## Plemena
- Auk
- Chilkat
- Henya
- Huna
- Hutsnuwu (Killisnoo)
- Kake
- Kuiu
- Sanya
- Sitka
- Stikine
- Sumdum
- Taku
- Tongass
- Yakutat

- Guthleuh
- Gonaho
- Kajechadi, neidentificirana skupina koja je živjela u gradu Chilkoot, i koju navodi Aurel Krause.

## Povijest
Prema njihovoj tradiciji, neke obitelji Tlingita došle su na sadašnji teritorij s obale niže na jugu, dok ostali tvrde da su stigli iz unutrašnjosti. Chirikoff i Bering zemlju Tlingita otkrivaju 1741., uskoro ih slijede i drugi ruski istraživači i trgovci iz Meksika, Engleske, Francuske, Nove Englerske. Godine 1786. La Perouse tragično gubi svoje brodove u ovdašnjim vodama Lituya Baya. Rusi 1799. grade svoju utvrdu kod sadašnje Sitke. Neće tu dugo ostati, jer će 1802. Sitka Indijanci, jedno njihovo pleme, napasti utvrdu i pobiti neke od njih, a ostale otjerati. Dvije godine kasnije Rusi se vraćaju pod vodstvom Baranoffa i tjeraju Indijance dalje od utvrde. Ona će se uskoro razviti kao Sitka i postati glavni ruski grad u Americi, sve do 1906. godine.

## Društvo
Tlingit narod podijeljen je po klanovima grupiranih u dvije velike egzogamne polovice, to su Vuk i Gavran. Dall u svom radu o Aljaski navodi 4 totema: Gavran (Yehl), Vuk (Kanu'kh), Kit (Kīt) i Orao (Chetl). Plemena istog klana, kod Tlingita ,ne mogu ratovati jednih protiv drugih, zabrana se odnosi i na ženidbu, pa pripadnici istoga klana ne mogu stupati u bračnu zajednicu. Vuk svoju bračnu družicu, primjera radi, može naći samo među Gavranima. Čini se da i klanovi trpe promjene koje se s vremenom događaju. Hubert H. Bancroft koji poznaje ovaj problem, navodi dva velika klana, i to gavrana s pod-klanovima: Žaba, Gusan, Morski lav, Sova i pastrva. Drugi veliki klan Vuk obuhvaća pod-klanove: Medvjeda, Orla, Delfina, Morskog Psa i Alku (Alka).  
Rosita Worl s University of Alaska - Juneau (1995), navodi sljedeće klanove fratrije Eagle/Wolf Clans (Ch'aak'/Gooch naa) :
- Shangukeidi (Thunderbird/Eagle)
- Teikweidi (Brown Bear)
- Dakl’aweidi (Killer Whale)
- S’iknax.’adi (Black Bear)
- Naanyaa.aayi (Killer Whale)
- S’eet’kweidi (Eagle)
- Chookaneidi (Porpiose)
- Kaagwaantaan (Wolf)
- Yanyeidi (Eagle)
- Tsaaqweidi (Killer Whale/Seal)
- Was’eeneidi (Brown Bear)
- Wooshkitaan (Shark)
- Naasteidi (Eagle)

U fratriju Raven (Yéil naa) uključuje:
- Laayaneidi (Raven)
- Lukaax.adi (Sockeye)
- L’uknax.’adi (Coho)
- Takdeintaan (Tern)
- Kiks.’adi (Frog)
- Deisheetaan (Beaver)
- Kaach.adi (Raven)
- Ishkahittaan (Raven)
- L’eeneidi (Dog Salmon/Double)
- Headed (Raven)
- Sukteeneidi (Raven)
- Gaanax.’adi (Frog)
- Kwaashk'i Kwaan (Humpback Salmon)
- Teey Hit Taan (Raven)
- Gaanaxteidi (Raven)
- Naa.aa.adi (Eagle, Beaver)
- Neix.adi (Eagle, Beaver, Halibut).

## Običaji Tlingita
Kultura Tlingita pripada krugu Sjeverozapadne obale kojoj pripadaju i bogata, moćna plemena Haida, Tsimshiana, Nootka ili Ahta i Kwakiutla. Potlatch, Cedrove kuće, veliki kanui, kutije i totemi pokazuju razvijenu umjetnost u drvorezbarstvu.  
Tlingiti su okrenuti prema moru. Njihova domovina su otoci, zaljevi i fjordovi, mjesto gdje se susreću kopno i more. Ovaj dinamičan kraj naseljen je najmanje 10,000 godina. Sela su im okrenuta uvijek prema moru. Vode Aljaske jedne su od najbogatijih na svijetu ribom i morskim sisavcima i Indijancima nude bogatu žetvu. Riba, sisavci, školjkaši i morska flora omogućili su Tlingitima prilično bezbjedan život, bez straha od gladi. Rijeke i bogate cedrove šume nudile su im u izobilju hranu biljnog i životinjskog porijekla, kao i sirovinu za gradnju kuća i velikih kanua. Plemena Tlingita mogla su stvoriti obilne zalihe hrane za dugi zimski period kada se vodio aktivni društveni život u selu. Nepregledni potlatchi redali su se jedan za drugim, prilikom čega se nemilice troše mukom stečeni viškovi proizvoda u hrani. 
Tlingiti su vješti i u pletenju košara i tkanju ogrtača (poznati 'chilkat-ogrtači). Košare Tlingita i njihovih daljnjih srodnika Haida nepropusne su ta vodu, a chilkat ogrtači i tunike postižu veoma visoku cijenu. Chilkat-ogrtači, proizvod su Chilkat plemena, a proizvode se od vune planinske koze i cedrove kore.
Tlingiti su, tipično je Sjeverozapadnoj obali, prakticirali držanje robova, zbog njih su se poduzimali čitavi ratnički pohodi. Svrha posjedovanja roba je težak rad, kao i u nekadašnjoj Europi. Robovi kod Tlingita korišteni su za poslove sječe drva, gradnju kanua, kao vodonoše i druge teže poslove. S robom se u kući ponašalo kao prema članu obitelji. Ipak nije sve baš tako dobro, robovi su bili i žrtvovani, kao prilikom poglavičine smrti, tada su ubijani njegovi najdraži robovi. Ubijali bi ih i da bi bili zakopani uz ugaone stupove novih kuća poglavica. U ceremonijama i plesovima naravno nisu smjeli sudjelovati. 
Vjera Tligita je šamanizam. kandidat za šamana smije se hraniti jedino korijenjem panaxa, a magičnu snagu daje mu vidrin jezik.
James George Frazer u svojoj 'Zlatnoj grani' navodi provođenje običaja ritualne izolacije 'nečistih' djevojaka, koje čim se pojave prvi znacispolne zrelosti, zatvore u malenu kolibu, koja ima tek maleni otvor za zrak. U ovom prostoru morala bi ostati godinu dana, bez vatre, društva i kretanja. Tlingit su ovaj običaj doveli do ekstrema .Ona je morala na glavi nositi šešir s velikim obodom, da joj pogled ne uprlja nebo, a nije dostojna ni da je sunce obasjava. Trebalo se paziti njezinog pogleda, on donosi nesreću, lovci i ribari ostali bi bez ulova, a stvari bi se mogle pretvoriti u kamen. Hrana se 'nečistoj' djevojci dodavala kroz maleni otvor, a vodu je morala piti iz krilne kosti bjeloglavog orla. Na završetku izolacije spalile bi se sve njene haljine i napravile bi joj se nove. Priredila bi se gozba, na donjoj usni napravili bi joj urez, u koji bi se stavilo komadić školjke da se ne bi zatvorio.

## Tlingiti danas
Tlingiti danas žive u 16 naselja, a svih skupa im ih oko 10,000. Među pripadnicima Tlingit Indijanaca ima danas i Hrvata porijeklom iz Dubrovnika, (obitelj Peratrovich), koji u se poženili za Indijanke i danas su ugledni članovi Tlingita i američkog društva. 
- Elizabeth Peratrovich
- Roy Peratrovich
- ELIZABETH AND ROY PERATROVICH.  Arhivirana inačica izvorne stranice od 17. lipnja 2006. (Wayback Machine)

## Vanjske poveznice
- The Tlingit Indian Tribe  Arhivirana inačica izvorne stranice od 26. travnja 2006. (Wayback Machine)
- Foto galerija
- Society-TLINGIT  Arhivirana inačica izvorne stranice od 25. rujna 2006. (Wayback Machine)